# 両総用水
両総用水（りょうそうようすい）は、千葉県北東部の利根川沿岸地域の排水と、九十九里平野南部の地域への農業用水の供給を目的とした用水路。
両総農業用水とも呼ばれ、疏水百選に選定されている。

## 概要
千葉県香取市佐原の第1揚水機場で利根川から取水し、香取市伊地山で栗山川に流し込み、栗山川下流の山武郡横芝光町寺方の第2揚水機場で再度取水し、東金市や茂原市などの九十九里平野南部まで農業用水を供給している。全取水量は14.47m3/s、用水を供給している受益面積は約20,000ヘクタールになる。
幹線は、第1揚水機場から栗山川源流までの北部幹線と、第2揚水機場までの栗山川部分、第2揚水機場からの南部幹線により成り立っており、北部幹線と栗山川部分を房総導水路と共用している。
両総用水の事業はその後に着工された愛知用水の事業などでも参考にされた。

## 沿革
かつて、九十九里平野は海岸線に平行に砂堆とその間の低地が列をなし、低地には縄文時代のラグーンが湖沼群として残されていたが、明治以降の開発により湖沼群は姿を消した。そのため大きな川が無い南部の地域では、良港に恵まれず漁業が衰退して農業に移行したこともあって、用水不足が常態化していた。一方利根川東遷事業などのため、香取市佐原一帯の大須賀川及び小野川流域は排水不良地域となっていて、度重なる水害に悩まされていた。このような状況の中で1933年（昭和8年）、1934年（昭和9年）、1940年（昭和15年）と大旱魃となり、九十九里平野中央部では、大正時代から山武郡東部連合耕地整理組合の用水事業が行われていたこともあって、1943年（昭和18年）戦時の食料増産計画の一環として、用水不足解消と排水の改良を同時に考えた両総用水事業が計画、施工された。
- 1943年（昭和18年）：国会承認を得て農地開発営団に委任され工事に着手。
- 1947年（昭和22年）：第二次世界大戦による一時中断後農林省の直轄事業として工事を続行。
- 1950年（昭和25年）12月22日：香西村の用水幹線トンネル現場で落盤事故。死者6人[3]。
- 1954年（昭和29年）7月24日：南部幹線上流部の通水試験中に水路が決壊し、工事課長が濁流に呑まれ殉職[4]。
- 1965年（昭和40年）：竣工。